# Mycena atroincrustata
Mycena atroincrustata är en svampart som beskrevs av Singer 1969. Mycena atroincrustata ingår i släktet Mycena och familjen Mycenaceae.   Inga underarter finns listade i Catalogue of Life.